# Susarione
Susarione del demo di Icario (in greco antico: Σουσαρίων?, Sousaríon; Atene, prima del 580 a.C. – dopo il 562 a.C. ?) è stato un drammaturgo greco antico.
Secondo una tradizione, era nativo di Megara Nisea.

## Biografia
Secondo il Marmor Parium, Susarione sarebbe stato inventore della commedia: avrebbe rappresentato la prima, infatti, nel 580 a.C., con un coro del demo attico di Icaria; inoltre, sempre il Marmor Parium afferma che Susarione operò nel ventennio anni Ottanta-anni Sessanta del VI secolo a.C.

Per creare, comunque, un raccordo tra la farsa megarese e la commedia attica, gli antichi attribuivano a Susarione un'origine megarese e legavano, appunto, il suo operato al demo attico di Icaria, luogo di origine anche dell'inventore della tragedia, Tespi.

## Opere
Di Susarione restano solo 5 trimetri giambici, riportati da Giovanni Tzetzes e da Stobeo:
è Susarione, quello di Megara

di Filino, che vien da Tripodisco.

Le donne sono un danno; ma, o cittadini,

non si può stare in casa senza danni.

Perché sposarsi o non sposarsi è un danno.»
(F 1 K.-A. - trad. A. D'Andria)
Il frammento, che sembra più provenire da un componimento giambico lato sensu che da una farsa (come prova l'incipit, con il nome dell'autore, che rimanda ai moduli espressivi ipponattei), ha una tinta misogina che è un topos della commedia greca.

Gli editori più recenti del frammento, Kassel e Austin, hanno suggerito una presenza autoriale di rilievo, rimontante alla tradizione logografica ed elegiaca di inserire il nome dell'autore come sphragìs, dunque situando Susarione, più che nell'ambito drammaturgico, in quello poetico dei giambografi del VI secolo.

Tuttavia, i dubbi sull'autenticità del brano restano ancora molto forti, in assenza di altre testimonianze.